# Popůvky (Kojetín)
Popůvky jsou vesnice, část města Kojetín v okrese Přerov. Nachází se asi dva kilometry jižně od Kojetína. Prochází zde silnice I/47. Kojetín II-Popůvky leží v katastrálním území Popůvky u Kojetína o rozloze 2,85 km².

## Název

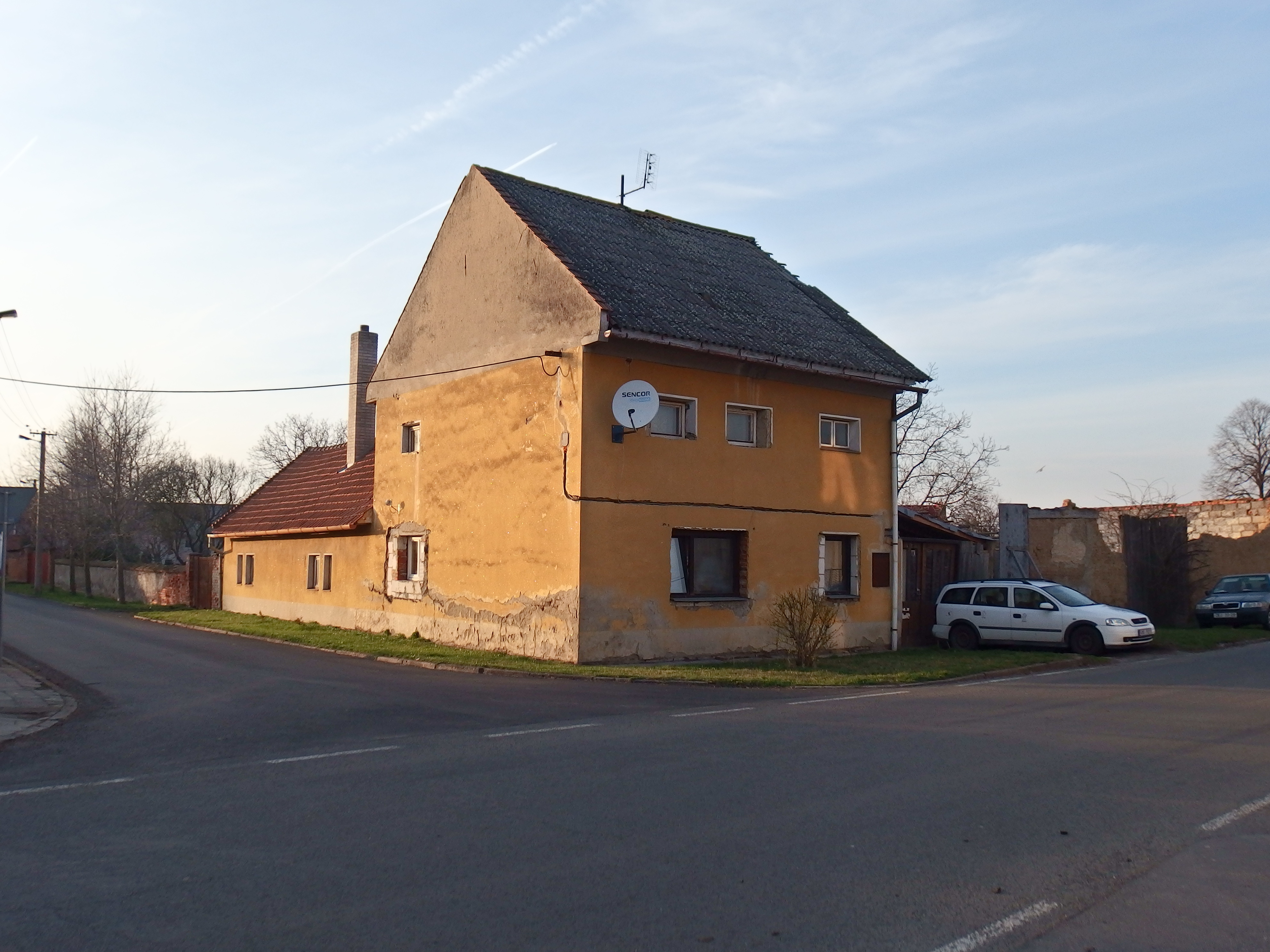
Dům v Popůvkách čp. 41

Vesnice se dříve jmenovala Popovice. Bylo na ni přeneseno původní označení jejích obyvatel popovici – lidé náležející popovi (pop bylo ve staré češtině označení pro nižšího kněze či kněze obecně). Protože existovalo i osobní jméno Pop, není jisté, že označení obyvatel a vsi se odvinulo od poddanství církvi. Z roku 1720 poprvé doložena zdrobnělina Popůvky.

## Pamětihodnosti
- Socha svaté Anny Samétřetí

## Galerie

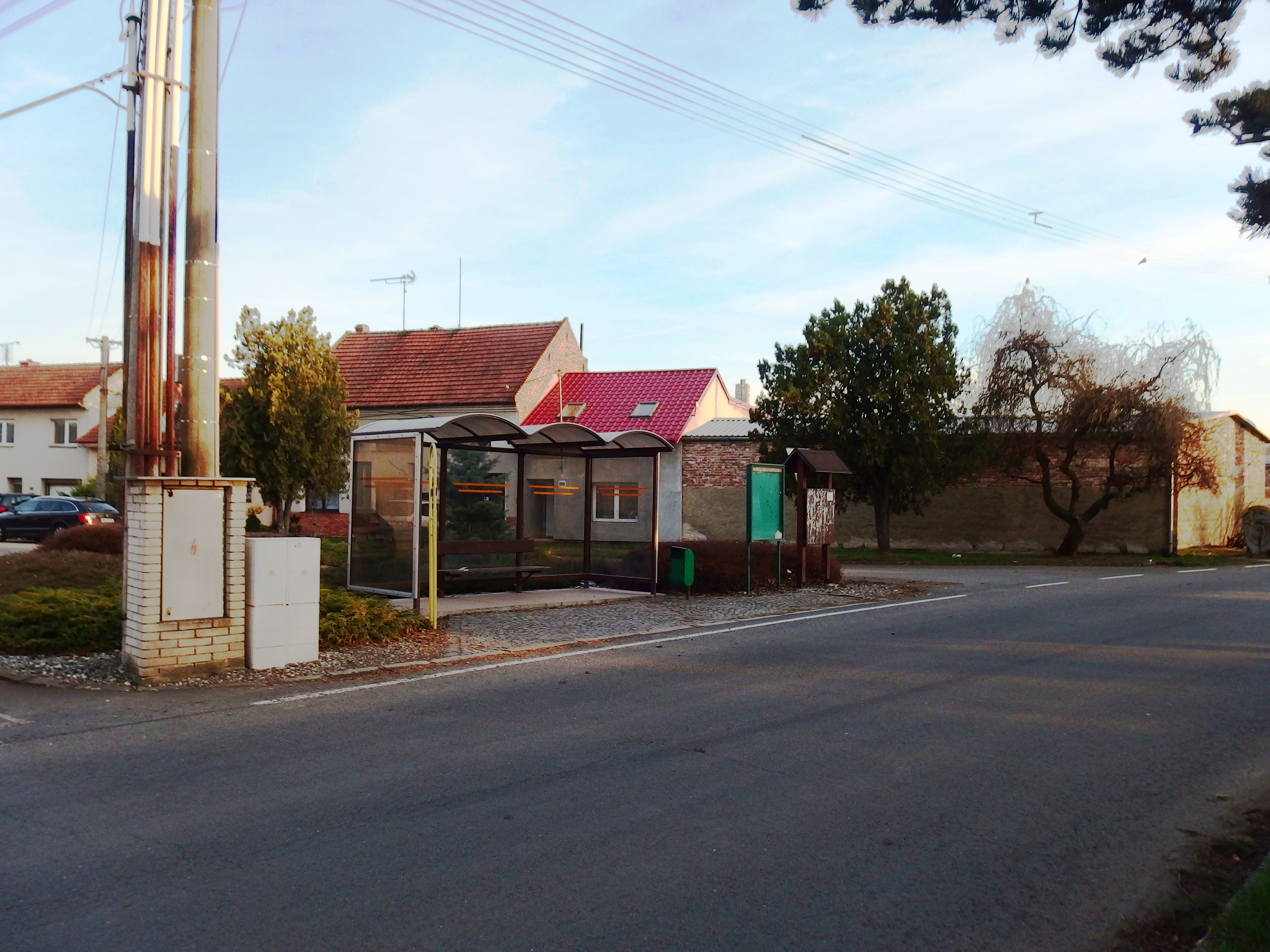
Náves s autobusovou zastávkou
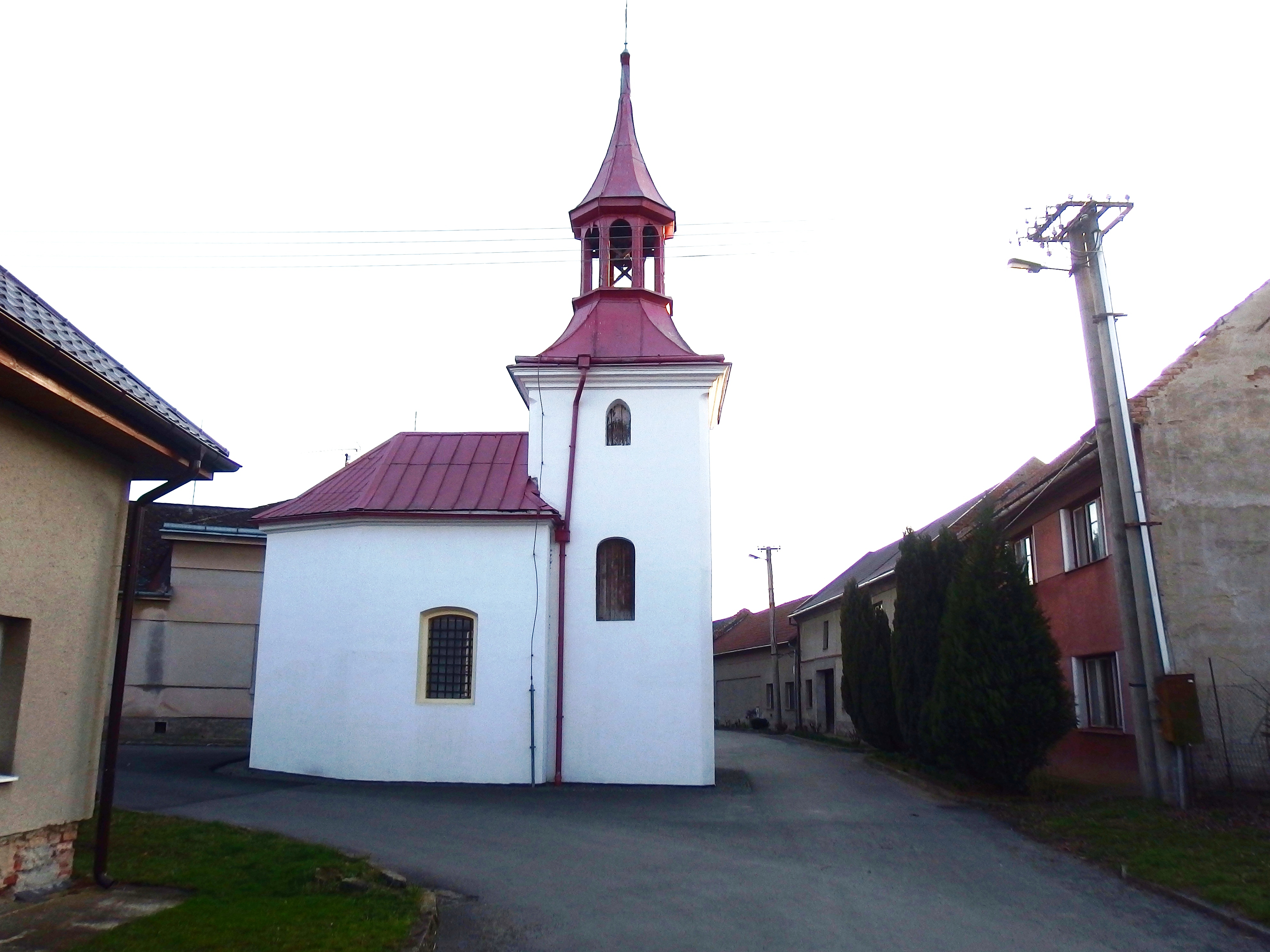
Kaple svatého Prokopa
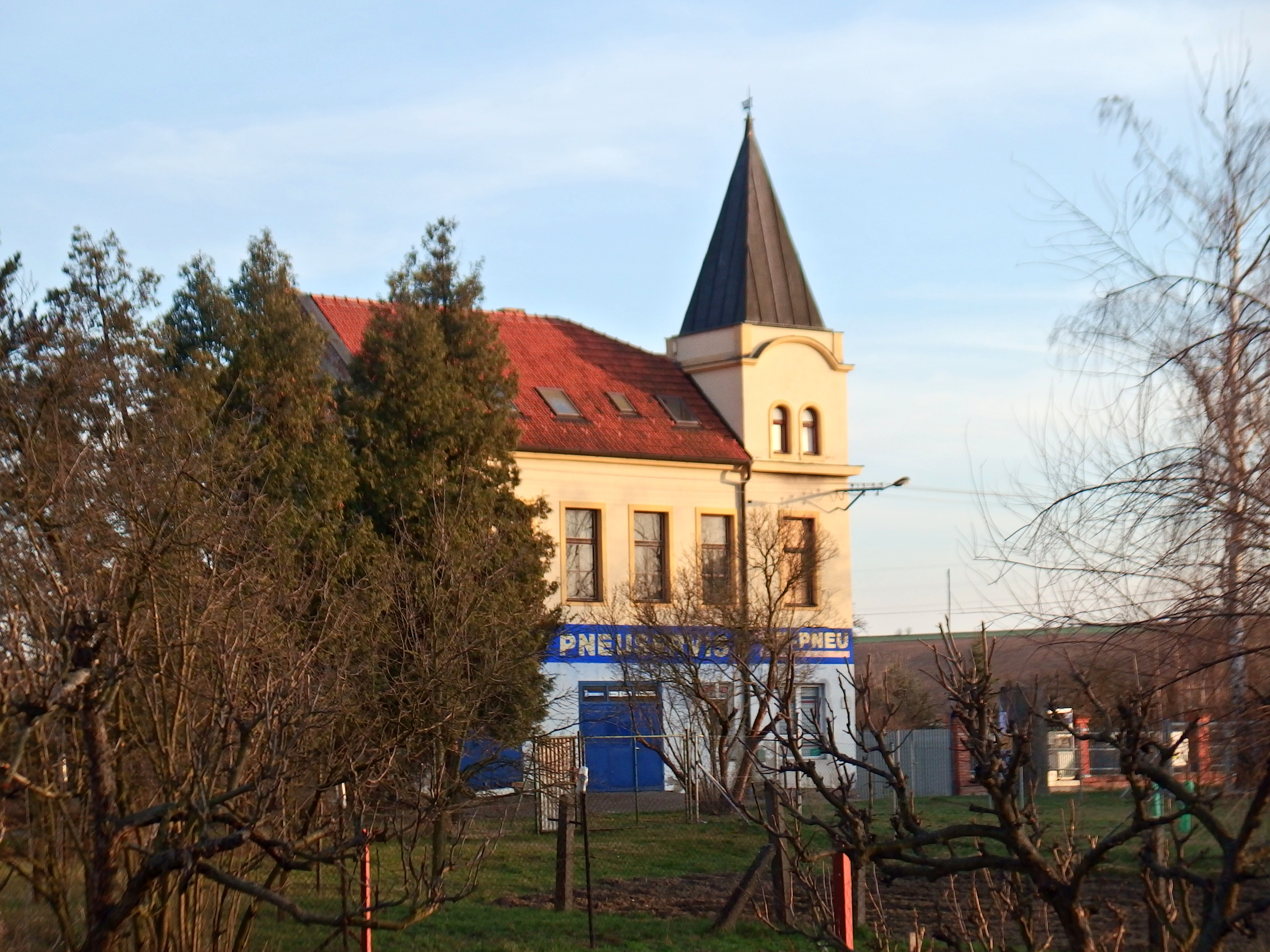
Dům čp. 52, pneuservis
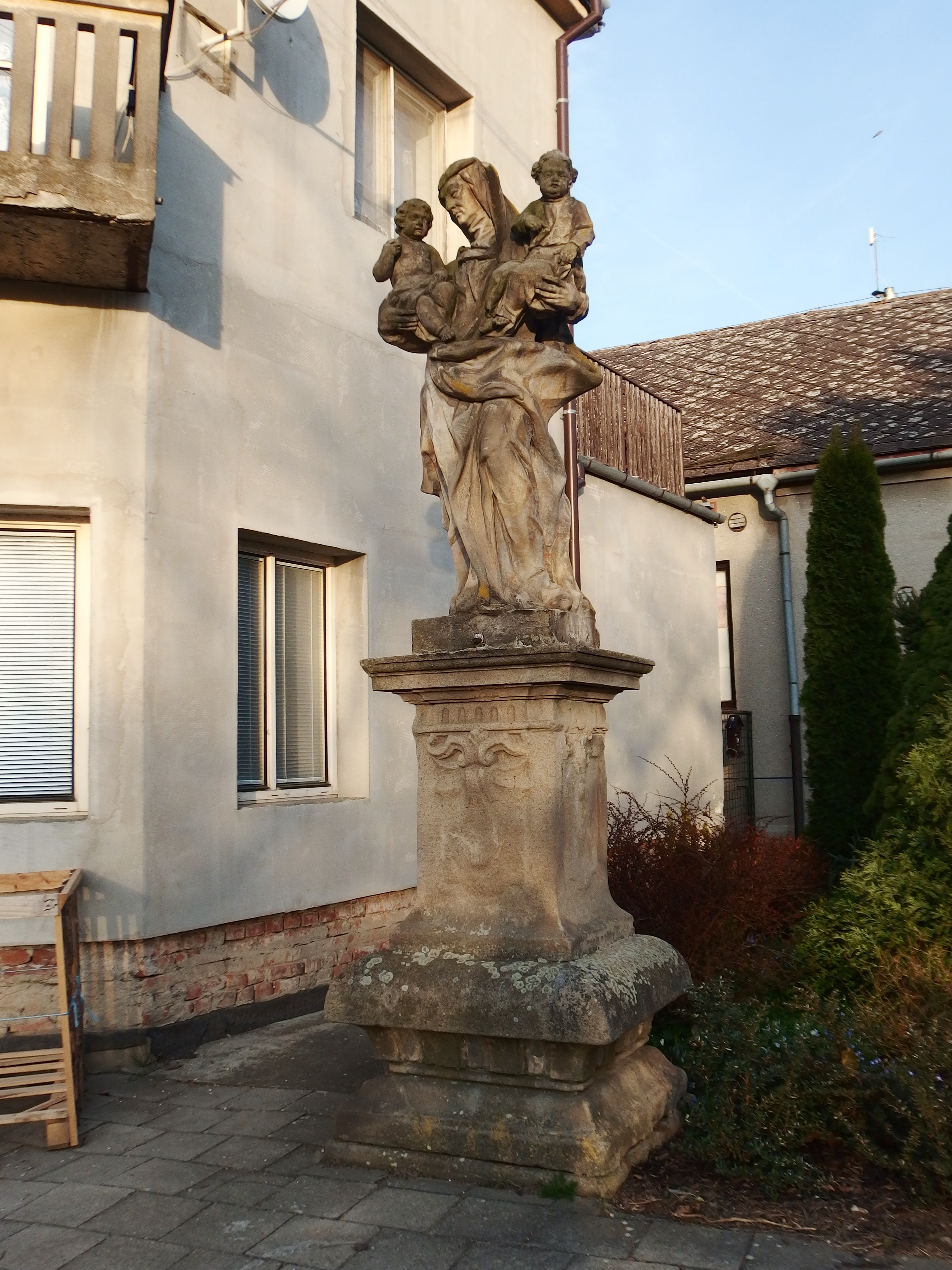
Socha svaté Anny Samétřetí